# Cantón de Auch-Noreste
El cantón de Auch-Noreste era una división administrativa francesa, que estaba situada en el departamento de Gers y la región de Mediodía-Pirineos.

## Composición
El cantón estaba formado por ocho comunas, más una fracción de la comuna que le daba su nombre:
- Auch (fracción)
- Augnax
- Crastes
- Lahitte
- Leboulin
- Montégut
- Nougaroulet
- Puycasquier
- Tourrenquets

## Supresión del cantón de Auch-Noreste
En aplicación del Decreto nº 2014-254 de 26 de febrero de 2014, el cantón de Auch-Noreste fue suprimido el 22 de marzo de 2015 y sus 9 comunas pasaron a formar parte; cuatro del nuevo cantón de Auch-2, cuatro del nuevo cantón de Gascuña Auscitana y la fracción de la comuna que le daba su nombre se unió con las demás para que, por medio de una reestructuración cantonal, fueran creados los nuevos cantones de Auch-1, Auch-2 y Auch-3.